# Bâtonnier (France)
Pour les autres articles nationaux ou selon les autres juridictions, voir Bâtonnier.
Le bâtonnier ou la bâtonnière est, en France, la personne qui coordonne les avocats inscrits dans un barreau et leur représentant à l'égard des autres autorités civiles ou judiciaires. Il est aussi investi de certains pouvoirs en matière de contestation d'honoraires et de sanctions professionnelles. La fonction la plus prestigieuse est celle de bâtonnier de Paris mais il existe des bâtonniers dans les 173 tribunaux judiciaires français.

## Origine étymologique
À l'emplacement de la Sainte-Chapelle sur l'île de la Cité à Paris se trouvait au Xe siècle une chapelle dédiée à saint Nicolas, qui est l'un des saints patrons des juristes. S'y déroulait notamment la rentrée annuelle du parlement de Paris. Les membres s'y réunissaient pour former la confrérie de Saint-Nicolas, qui était à la fois une corporation et un ordre religieux. Le chef élu de cette confrérie, tout d'abord appelé prieur, portait la bannière de l'ordre, suspendue à une hampe, ou baston, pendant les processions. Ce baston était parfois orné d'une représentation de saint Nicolas, ou saint Yves (autre saint-patron des juristes). Une ordonnance du 23 octobre 1274 reconnut aux avocats membres du parlement la qualité de corps constitué, soumis au secret professionnel.
En 1690, le Dictionnaire universel des sciences et des arts précisait que le  bastonnier (ou la bastonnière) est « celui ou celle qui ont en garde pendant un temps le baston d'une Confrérie, et qui le portent ou le suivent aux processions. En termes du Palais, est un ancien Avocat qu'on choisit tous les ans selon l'ordre du Tableau, pour être le Chef de la Communauté des Avocats et Procureurs, pour être le Maître de leur Chapelle et de leur Confrérie, et présider au siège qu'ils tiennent pour l'entretenement de la discipline du Palais et des règlements. C'est à lui aussi qu'appartient la commission des charges des Juges inférieurs pendant leur interdiction. »

## Élection et fonctions
Le bâtonnier est élu par les membres du barreau pour un mandat de deux ans non renouvelable immédiatement. 
Le bâtonnier constitue le porte-parole des avocats inscrits dans son barreau. Mais davantage, il dispose d'une véritable fonction d'arbitrage entre les avocats et d'une fonction de conciliateur lorsqu'un différend oppose un avocat et son client. C'est également lui qui désigne les avocats commis d'office.
Le successeur du bâtonnier est élu avant la fin du mandat de ce dernier. Durant un an, le bâtonnier désigné peut ainsi monter en compétence afin d'être opérationnel sur les différents dossiers qu'il aura à traiter dès son entrée en fonctions.
En 1933, Paule-René Pignet est élue à la fonction de bâtonnier de l'ordre des avocats, au barreau de La Roche sur Yon. C'est la première femme élue à cette fonction. Le métier d'avocat était accessible aux femmes en France depuis 1900.